# Dexia ventralis
Dexia ventralis là một loài ruồi trong họ Tachinidae.